# Burislav

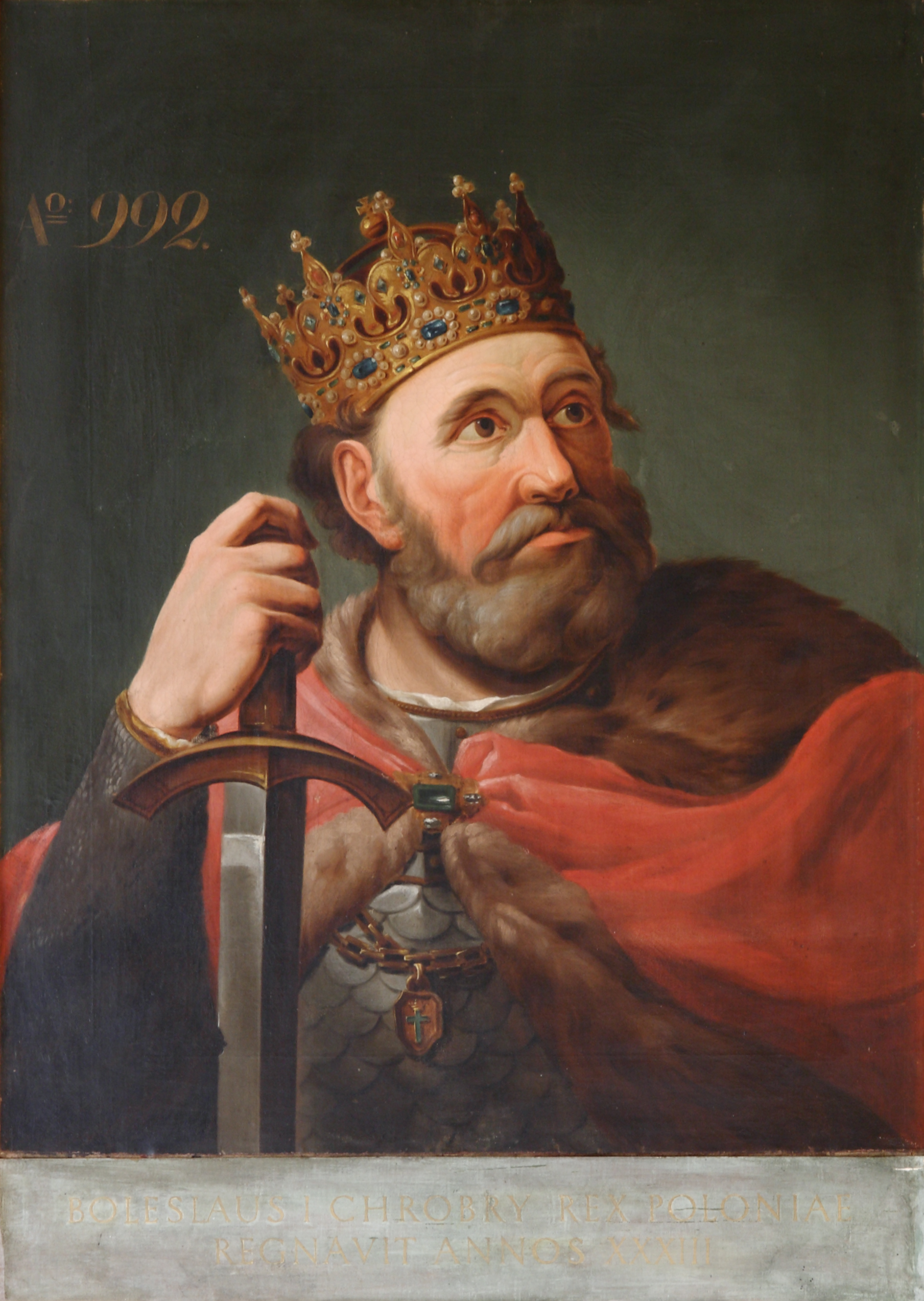
Boleslav Chrabrý, možný předobraz Burislava

Burislav (staroseversky Burisleif) byl wendský panovník který je zmiňovaný ve skandinávských ságách z přelomu 12. a 13. století v souvislosti s událostmi konce 10. století. Podle pramenů udržoval čilé styky s panovníky jako byl Harald I., Sven Vidlí vous a Olaf I. Tryggvason. Stal se druhým manželem Tyry Dánské s kterou měl tři dcery; Gunhild, manželku Svena Vidlího Vousu; Astrid, manželku Sigvaldiho, jarla Jomsborgu; a Geiru, podruhé provdanou za Olafa Tryggvasona.
Existují dvě teorie o identitě tohoto vládce. Podle první se jednalo o skutečně existující osobu, pravděpodobně pomořanského knížete. Podle druhé je jméno Burislav zkomoleninou jména Boleslav či Bohuslav, a jedná se tak o legendární odraz polských panovníků Měška I. a Boleslava Chrabrého, či posledního pomořanského knížete Bohuslava I.